# بانو عظمی
بانو عظمی با نام اصلی کسرائیل خانم و ملقب به افتخارالدوله (زاده ۱۲۷۳ قمری در تهران، درگذشته ۱۳۵۴ قمری در تهران) شاهزاده قاجار و دختر ناصرالدین‌شاه و عفت‌السلطنه بود.
او در سال ۱۲۷۳ قمری در تهران متولد شد و خواهر مادری و پدری مسعود میرزا ظل‌السلطان بود. در جوانی با ابوالفتح خان صارم‌الدوله پسر محمدحسن خان سردار ایروانی و ماه‌رخسارخانم فخرالدوله ازدواج کرد و صاحب پنج پسر و یک دختر شد. بعدها ظل‌السلطان ابوالفتح خان را به وزارت خود در اصفهان گماشت و پنج تن از دختران خود را به ازدواج پنج پسر کسرائیل خانم درآورد که عبارت بودند از:
- شوکت‌السلطنه را به قهرمان میرزا (که بعد از پدر ملقب به صارم‌الدوله شد)
- عزیزالسلطنه را به خان بابا خان
- عفت‌الدوله را به بدیع‌الملک
- بدرالدوله را به سلطان محمدخان
- قمرالدوله را به عباسقلی خان

از این پنج زوج، عقد و عروسی چهار زوج در تهران در روز ۱۴ جمادی‌الثانی ۱۲۹۹ صورت گرفت. 
بانوعظمی و صارم‌الدوله، در زمین‌هایی که سابقاً متعلق به باغ سردار بود، باغ و عمارتی در جنوب مسجد سپهسالار ساختند که تا انقلاب ۱۳۵۷ ایران پابرجا بود و پس از آن توسط کمیته امداد امام خمینی تملک شد.
کسرائیل خانم در جمادی‌الثانی ۱۳۰۳ قمری از طرف ناصرالدین شاه ملقب به بانو عظمی شد. در سال ۱۳۰۵ قمری شوهرش درگذشت. 
در زمان فروش زمین‌های خالصه، بانوعظمی املاک فراوانی در اطراف اصفهان خریداری کرد. او به سبب آنکه شوهرش صارم‌الدوله تابعیت روسیه داشته‌است، خود نیز تابعیت روسی گرفته بود. به این بهانه از پرداخت مالیات املاکش خودداری می‌کرد و سفارت روسیه نیز پشتیبان او بود. با این همه در به‌توپ‌بستن مجلس، خانه‌ی او نیز در امان نماند و به دستور لیاخوف، همانند خانه‌های ظهیرالدوله و ظل‌السلطان مورد هجوم و غارت قزاق‌ها قرار گرفت.
بانو عظمی در شوال ۱۳۵۴ قمری درگذشت و در شاه عبدالعظیم به خاک سپرده شد.